# Candela
A candela (do latim, literalmente vela) é a unidade de medida básica do Sistema Internacional de Unidades para a intensidade luminosa. Ela é definida a partir da potência irradiada por uma fonte luminosa em uma particular direção. Seu símbolo é cd.

## Definição

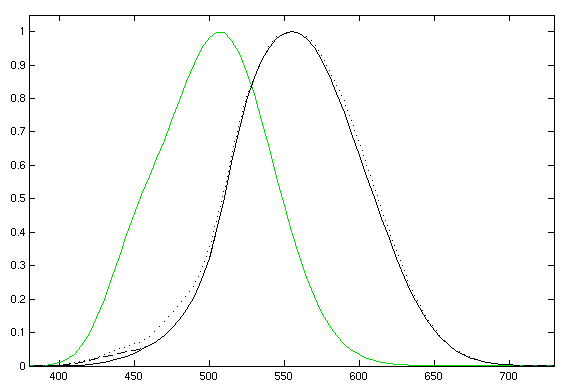
Curva de luminosidade: em preto sob condições de alta luminosidade (fotópica) e em verde sob condições de baixa luminosidade (escotópica)

Como muitas outras unidades do SI, a candela é definida por um processo físico que pode ser realizado experimentalmente e reproduzido com certa facilidade. Desde 1979 é definida oficialmente como:
A candela é a intensidade luminosa, numa dada direção, de uma fonte que emite uma radiação monocromática de frequência 540 x 1012 hertz e que tem uma intensidade radiante nessa direção de 1⁄683 watt por esferorradiano
Essa definição é baseada na correlação entre o fluxo de radiação emitido pela fonte e o fluxo luminoso que gera uma resposta do observador, nesse caso o próprio olho humano. A definição de observador é de responsabilidade da Comissão Internacional de Iluminação (Comission Internationale de L'ecleraige - CIE) e representa o olho e as suas respostas ao estímulo luminoso de maneira estatística.
Formalmente a intensidade luminosa (Iv) de um fonte qualquer pode ser expressa através da integral em relação ao comprimento de onda (λ), tal que para uma fonte policromática:
{\displaystyle I_{v}(\lambda )=K\int _{\lambda }I_{e}(\lambda )\cdot {\overline {y}}(\lambda )d\lambda }
onde K é o fator de conversão que possui o valor de 683,002 lm.W-1, Ie(λ) é a intensidade radiante (W.sr-1), e y(λ) é a função de luminosidade.
A função de luminosidade descreve a sensibilidade do olho humano aos diferentes comprimentos de onda da luz visível, foi estabelecida pela CIE e é usada principalmente para converter energia radiante em energia luminosa. A função é normalizada e tem um pico unitário adimensional para um comprimento de onda de 555 nm, que corresponde à cor verde, equivalente à uma frequência de 540 x 1012 Hz. Por ser a frequência mais perceptível ao olho humano foi escolhida para servir de parâmetro para a obtenção da candela.

## História
As primeiras tentativas de quantizar a intensidade luminosa se deram naturalmente considerando o fluxo luminoso de uma simples vela, mas assim como diversas outras grandezas físicas, as definições de luminosidade variavam enormemente de país para país. Foi somente em 1909 que Estados Unidos, França e Reino Unido resolveram adotar como unidade padrão a vela internacional, utilizando dessa vez lâmpadas de filamento no lugar de velas (ainda assim não havia consenso, países como Alemanha e Áustria decidiram manter seu padrão, que utilizava como base as lâmpadas de Hefner, um tipo de lâmpada a óleo).
Entretanto esse novo padrão ainda era demasiadamente prático e carecia de uma definição teórica mais aprofundada. Foi então que a partir dos resultados da pesquisa de Max Planck acerca da radiação de corpo negro que se definiu em 1948, na 9ª Conferência Geral de Pesos e Medidas (CGPM, sigla francesa para Conférence Générale des Poids et Mesures), a nova vela. Ainda em 1967 na 13ª CGPM mudou-se o nome de nova vela para o atual candela e também definiu-se o símbolo cd. No documento oficial constava:
A candela é a intensidade luminosa, na direção perpendicular, de uma superfície de um corpo negro de área igual a 1⁄600000 metros quadrados à temperatura de fusão da platina sob uma pressão de 101 325 newtons por metro quadrado
Estava entre os responsáveis por essa nova unidade a CIE, além do Comitê Internacional de Pesos e Medidas e do Escritório Internacional de Pesos e Medidas.
Esta redefinição ocorreu pois a definição anterior, retificada pela 9ª CGPM (1948), apresentava algumas imperfeições, fazendo com que recebesse várias críticas por parte da comunidade científica.
Em 1979, durante a realização 16ª CGPM, faz-se algumas considerações levando em conta a atual definição e uso da unidade de intensidade luminosa no meio científico. Dentre estas considerações, podemos citar:
- As dificuldades de criar um corpo negro primário padrão em laboratório com altas temperaturas
- As muitas divergências que estavam ocorrendo nos resultados para a definição de uma unidade padrão de intensidade luminosa.
- O desenvolvimento rápido da radiometria, atingindo precisões equivalentes às medidas usadas na fotometria, e que essas medidas muitas vezes eram utilizadas em laboratórios para se determinar o valor da candela sem a necessidade da utilização de um corpo negro,
- A adoção de uma relação entre as grandezas luminosas da fotometria e as grandezas da radiometria pelo Comitê Internacional de Pesos e Medidas em 1977, que envolvia um valor para a eficiência luminosa espectral da radiação monocromática de frequência 540 • 1012 hertz, que equivalia a 683 lúmens por watt.

Se os aspectos teóricos da nova candela pareciam bem consolidados a parte experimental deixava a desejar. A nova definição baseada no trabalho de Planck exigia temperaturas altíssimas para reproduzir  as medições e essa dificuldade, somada aos novos avanços da radiometria, resultou em uma nova mudança. Em 1979 na 16ª CGPM foi apresentada a definição atual da candela.

## Exemplos
Nessa seção alguns exemplos de fontes luminosas comuns no dia-a-dia e sua luminosidade em candela. Como ponto de referência é útil lembrar que uma vela comum produz aproximadamente 1 cd.
| Fonte                       | Luminosidade |
| --------------------------- | ------------ |
| LED                         | 30 mcd       |
| LED de alto brilho          | 9,5 cd       |
| Lâmpada incandescente (40W) | 33 cd        |
| Lâmpada fluorescente (65W)  | 382 cd       |
| Lâmpada halógena (20kW)     | 45 000 cd    |